# Еудора (Peanuts)
Еудора (Eudora) е героиня от поредицата карикатури Фъстъци на Чарлс М. Шулц. Тя има дълга черна коса и обикновено носи плетена шапка. Еудора се премества да живее в квартала на Чарли Браун от друг щат, но не е посочено точно от кой. Първият герой, който тя среща, е Сали в автобуса на път към летния лагер на 13 юни 1978. Еудора по-късно същата есен учи в класа на Сали. Двете момичета бързо се сприятеляват, въпреки че тяхното приятелство е в опасност, когато Еудора впечетлява Лайнъс, като му дава одеялцето си. Сали не гледа на това с добро око, защото самата тя е хлътнала по Лайнъс.
Еудора е описвана като по-разсеяна от Сали, като прави рапорт за четенето на TV Guide (вместо на книга) и отива на училище в събота, като не осъзнава какъв ден е.
Еудора също така играе в бейзболния отбор на Чарли Браун и заема позицията до Луси, която всъщност била на Фрида, преди да спре участието ѝ в карикатурите. Самата Еудора също изчезва от поредицата, като последната ѝ поява е на 13 юни 1987, девет години след представянето ѝ.
Еудора е последният нов герой добавен в Peanuts и е спорен въпросът дали да е считана за главен герой. Всичко останали нови герои след нея имат ограничени появи в специфични сюжети.